# 汪周雨
汪周雨（1994年5月13日—），中国湖北宜都人，中国女子举重运动员，师从世界冠军张国政。代表中国队参加2020年夏季奥林匹克运动会举重女子87公斤级的比赛並獲得金牌。

## 个人经历
汪周雨2005年开始在宜都少年体校开始练举重，开始代表湖北队参加全国大赛。
2022年5月3日被授予中国青年五四奖章。

## 成绩
2017年获得在天津举办的第十三届全国运动会女子举重75公斤级冠军。
2018年参加在土库曼斯坦阿什哈巴德举办的世界举重锦标赛上获得抓举第一（118公斤），挺举第二（152公斤），总成绩第一（270公斤）的成绩。
2019年参加在泰国芭提雅举办的世界举重锦标赛上获得抓举（120公斤）、挺举（158公斤）、总成绩（278公斤）三项第一。
2019年参加在中国宁波举办的亚洲举重锦标赛上获得抓举（125公斤）、挺举（155公斤）、总成绩（280公斤）三项第一。
2020年参加在乌兹别克斯坦塔什干进行的亚洲举重锦标赛上获得抓举（126公斤）、挺举（160公斤）、总成绩（286公斤）三项第一。
2021年8月2日下午，2020年夏季奧林匹克運動會女子87公斤級舉重比賽决赛拉开帷幕，汪周雨以抓举120公斤，挺举150公斤，总成绩270公斤，成功夺得金牌。